# Staffan Lamm
Staffan Lamm, född 11 februari 1937 i Stockholm, död 23 oktober 2024 i Matteus distrikt i Stockholm, var en svensk regissör, manusförfattare, fotograf och filmproducent.
I slutet av 1950-talet och början av 1960-talet samarbetade Staffan Lamm med författaren, konstnären och filmaren Peter Weiss om vilken han 1987 gjorde filmen Strange Walks in and through and out. 1976 fotograferade han Johan Bergenstråhles och Marie-Louise Ekmans omtalade Hallo Baby. Men han är mest känd för sina egensinniga kortfilmer. Många av dem är personliga betraktelser över samhällets särlingar.
Han regisserade sin första och enda långa spelfilm, Morfars resa, 1993. Filmen har självbiografisk grund och morfadern var i verkliga livet litteraturvetaren Martin Lamm. I filmen heter han Simon Fromm och spelas av Max von Sydow.
År 2004 gjorde Lamm en dokumentär av material som han och några kolleger filmat under Russelltribunalen i Stockholm 1967. Filmmaterialet blev då liggande och drygt 35 år senare gjorde Lamm filmen Russelltribunalen som reflekterar över tribunalen och det som pågår runt oss idag.
En samling av Lamms kortfilmer gavs ut som DVD av Folkets bio 2013. Den heter Staffan Lamm – 50 år av film och består av 12 filmer och spänner över 50 år. Filmerna Strange Walks in and through and out och Russelltribunalen ingår i DVD:n.
Lamm gjorde även radiodokumentärer samt skrev artiklar och böcker. 
Staffan Lamm var son till barnpsykiatrikern Gustav Jonsson, mer känd som Skå-Gustav, och psykoanalytikern Esther Lamm.

## Filmografi (urval)
Regi
- 1966 – Strip
- 1981 – För en liten snuvas skull (TV-serie)
- 1982 – Judagölen
- 1985 – Fantasterna
- 1987 – Strange Walks in and trough and out
- 1993 – Morfars resa
- 1999 – Sara, Emma, Ruben
- 2004 – Russelltribunalen
- 2006 – Oberättat

Manus
- 1970 – Baltutlämningen
- 1981 – För en liten snuvas skull (TV-serie)
- 1999 – Sara, Emma, Ruben

Foto
- 1970 – Baltutlämningen
- 1976 – Hallo Baby
- 2006 – Oberättat

Roller
- 1959 – Hägringen